# McDonnell
McDonnell var en amerikansk flygplanstillverkare som grundades 1939 av James Smith McDonnell. 1967 köpte de upp Douglas Aircraft och bildade då McDonnell Douglas. Det senare blev 1997 uppköpt av Boeing.
De har endast tillverkat militära flygplan.
Efter sammanslagning har McDonnell Douglas även tillverkat civila frakt- och passagerarflygplan som 
- McDonnell Douglas DC-10
- McDonnell Douglas MD-11
- McDonnell Douglas MD-80
- McDonnell Douglas MD-90